# مسافری از گانورا
مسافری از گانورا انیمیشنی خانوادگی، علمی تخیلی وماجراجویی محصول کشور ایران به کارگردانی سیداحمد علمدار و نویسندگی و تهیه کنندگی سیدمحمد حسین علمدار بوده است.
این انیمیشن در تاریخ ۱۵ آذر سال۱۴۰۲ به روی پرده سینماها رفت. همچنین مدت زمان این انیمیشن ۹۳ دقیقه بوده.

## خلاصه داستان
این انیمیشن دربارهٔ یک موجودفضایی است که به زمین می‌آید تاباکمک پسری معلول و دوستانش به جستجوی فرمانروای سیاره گانوراکه درزمین گم شده است می پردازدتا صلح رابه سرزمین گانورا بازگردانند…

## صداپیشگان
| صداپیشگان         |
| ----------------- |
| سرپرست: امین قاضی |
| لیلاسودبخش        |
| شهره روحی         |
| محد خاوری         |
| عاطفه رضوان نیا   |
| سمیه الیاسی       |

## ساخت
《مسافری از گانورا》با مشارکت بخش خصوصی و سرمایه‌گذاری《مؤسسه فرهنگی تصویر هنر پاسارگاد شرق》، 《صندوق پژوهش و فناوری دانشگاه تهران》، 《صندوق پژوهش و فناوری سپهر》و《مرکز انیمیشن سوره》تولید شده است. این فیلم اولین اثر بلند سینمایی رویداد 《رویازی》(نخستین رویداد《پیچینگ》تخصصی انیمیشن ایران) است که توسط مرکز انیمیشن سوره مدیریت و راهبری می‌شود.
می‌توان گفت انیمیشن در ایران در حال پیشرفت چشمگیری است و این موضوع را می‌توان از استقبال خوبی که از اکران‌های سینمایی آن صورت می‌گیرد فهمید. انیمیشن سینمایی 《مسافری از گانورا》 جدیدترین اثر بلند سینمای ایران است که از ۱۵ آذرماه روی پرده اکران سراسری رفته و حاصل تلاش جمعی از جوانان هنرمند و مشتاق در حوزه انیمیشن در مشهد است.

## نقدوبررسی
مسافری از گانورا یک انیمیشن علمی تخیلی است و در واقع به سراغ ژانری رفته که آن را در سینما
وتلویزیون ایران بسیار کم می‌بینیم و اگر آثاری نیز در این ژانر ساخته شوند، در ژانر کمدی هستند. اما این اثر به‌طور جدی در شهر تهران یک آدم فضایی را به تصویر می‌کشد که قصد پیدا کردن ملکه خود را دارد. این موضوع نه تنها برای کودک و نوجوان جالب است، بلکه آنها را با یک فضا و موضوع جدید آشنا می‌کند.
انیمیشن سازی به نسبت آثار ایرانی در سطح خوبی قرار دارد و بیننده زیبایی‌های بصری زیادی را شاهد خواهد بود. نکته بعدی اقوام مختلف داخل انیمیشن هستند و شخصیت‌های مختلف هرکدام با داشتن لهجه‌های گوناگون نه تنها مخاطب را با اقوام ایران، بلکه همسایگان آن نیز آشنا می‌کنند.

## جوایز
| سال  | جایزه                                           | دسته‌بندی                       | وضعیت | منبع   |
| ---- | ----------------------------------------------- | ------------------------------ | ----- | ------ |
| ۲۰۲۴ | جشنواره فیلم کودکان احمد آباد هند               | بهترین پویانمایی بلند          | برنده | [ ۹ ]  |
| ۲۰۲۴ | جشنواره بین‌المللی فیلمPalm Springs آمریکا       | بهترین پویانمایی بلند          | برنده | [ ۱۰ ] |
| ۲۰۲۴ | جشنواره بین‌المللی فیلم Avignon فرانسه           | بهترین پویانمایی بلند          | برنده | [ ۱۱ ] |
| ۲۰۲۴ | جشنواره فیلم های فضاییTsiolkovsky ISFF روسیه    | بهترین پویانمایی بلند          | برنده | [ ۱۲ ] |
| ۲۰۲۳ | جشنواره بین‌المللی فیلم کودکان و نوجوانان اصفهان | پروانه زرین دبیر جشنواره       | برنده | [ ۱۳ ] |
| ۲۰۲۳ | جشنواره بین‌المللی فیلم کودکان و نوجوانان اصفهان | جایزه ستاد ملی خانواده و جوانی | برنده |        |
| ۲۰۲۳ | جشنواره بین‌المللی فیلم کودکان و نوجوانان اصفهان | جایزه فرهنگ بنیان              | برنده |        |